# K-7
K-7 – radziecki ciężki samolot bombowy i pasażerski z okresu międzywojennego.

## Historia
W 1928 roku w biurze konstrukcyjnym Konstantina Kalinina rozpoczęto pracę nad samolotem pasażerskim do lotów transkontynentalnych. Projekt tego samolotu zakładał oryginalną konstrukcję, gdyż przestrzeń ładunkowa miała się znajdować w skrzydłach. W związku z tym skrzydła miały duże rozmiary i samolot miał mieć formę latającego skrzydła. W skrzydle znajdowało się pomieszczenie o wymiarach: 6 m szerokości, 10,6 m długości i 2,33 m wysokości, w którym miały znajdować się miejsca dla pasażerów i ładunku. Początkowo samolot miał być napędzany silnikami rzędowymi marki BMW, lecz ostatecznie zastosowano w nim silniki AM-34.
Prototyp samolotu był gotowy w sierpniu 1933 roku i został oznaczony jako K-7, a 21 sierpnia 1933 roku odbył się jego pierwszy lot. Następnie rozpoczęto przeprowadzenia dalszych lotów badawczych, w których wykryto szereg usterek konstrukcyjnych. 21 listopada 1933 roku, w czasie kolejnego lotu, samolot nagle spadł na ziemię i uległ zniszczeniu, a z 20 osób znajdujących się na pokładzie zginęło 15. Katastrofa ta spowodowała przerwanie prac nad tym samolotem, lecz ustalono, że przyczyną katastrofy były drgania siódmego silnika umieszczonego w gondoli kadłuba samolotu.
W 1935 roku pomimo katastrofy biuro K. Kalinina otrzymało polecenie budowy dwóch prototypów samolotu, jednego w wersji pasażerskiej a drugiego bombowej. Jednak zmiany w kierownictwie lotnictwa związane z czystkami stalinowskimi, spowodowały zaniechanie ich budowy. Także sam konstruktor samolotu został aresztowany.